# Caquetíos
Los caquetíos fueron un pueblo indígena americano perteneciente a la familia de los arawakos que ocupó amplios territorios en el occidente de Venezuela (estados Falcón, Lara, Yaracuy y Apure), así como en las islas ABC (Aruba, Bonaire y Curazao). Era un pueblo de cazadores-recolectores. Se conocen unas pocas palabras del idioma caquetío, que se extinguió a mediados del siglo XVI.
- Datos: Q5037181